# Nati nel 1987/Maggio
| Questa pagina contiene informazioni ricavate automaticamente dalle voci biografiche con l'ausilio del template Bio e di un bot. L'aggiornamento è periodico e automatico e ricostruisce completamente la pagina. Se manca una persona in questa lista, sei pregato di non aggiungerla, ma accertati piuttosto che la sua voce biografica contenga il template Bio e che i dati anagrafici siano correttamente compilati. Se il template Bio manca, inseriscilo tu stesso o, in alternativa, metti l'avviso {{tmp\|Bio}} che ne segnala la mancanza. Se i dati riportati sono sbagliati, correggi direttamente la voce biografica; le modifiche saranno visibili in questa lista entro pochi giorni. Per chiarimenti vedi il progetto biografie. La lista contiene solo le 535 persone che sono citate nell'enciclopedia e per le quali è stato implementato correttamente il template Bio. Pagina aggiornata al 18 ago 2025. |

- 1º maggio - Jufain Al-Bishi, ex calciatore saudita
- 1º maggio - Leonardo Bonucci, ex calciatore italiano
- 1º maggio - Matt Di Angelo, attore e cantante inglese
- 1º maggio - Jerome Dyson, ex cestista statunitense
- 1º maggio - Alison Julia Forest, attrice, scenografa e produttrice cinematografica italiana
- 1º maggio - Amir Johnson, ex cestista e allenatore di pallacanestro statunitense
- 1º maggio - Ryan Mathews, giocatore di football americano statunitense
- 1º maggio - Rory McArdle, ex calciatore nordirlandese
- 1º maggio - Tezdžan Naimova, velocista bulgara
- 1º maggio - Saidi Ntibazonkiza, calciatore burundese
- 1º maggio - Saško Pandev, ex calciatore macedone
- 1º maggio - Shahar Peer, ex tennista israeliana
- 1º maggio - Andrej Prskalo, calciatore croato
- 1º maggio - Rikihiro Sugiyama, ex calciatore giapponese
- 1º maggio - Chastin West, ex giocatore di football americano statunitense
- 1º maggio - Claudia Wurzel, canottiera italiana
- 1º maggio - Masaki Yanagawa, allenatore di calcio e ex calciatore giapponese
- 2 maggio - Saara Aalto, cantante, compositrice e doppiatrice finlandese
- 2 maggio - Barbascura X, divulgatore scientifico, scrittore e youtuber italiano
- 2 maggio - David Caiado, ex calciatore portoghese
- 2 maggio - Ol'ha Dubrovina, ex cestista ucraina
- 2 maggio - Filip Filipović, pallanuotista serbo
- 2 maggio - Miyu Uehara, modella e personaggio televisivo giapponese († 2011)
- 2 maggio - Tomer Hemed, ex calciatore israeliano
- 2 maggio - Benjamin Lambot, calciatore belga
- 2 maggio - Pat McAfee, ex giocatore di football americano e wrestler statunitense
- 2 maggio - Bahodir Nasimov, calciatore uzbeko
- 2 maggio - Tochukwu Oluehi, calciatrice nigeriana
- 2 maggio - Sexy Cora, attrice pornografica tedesca († 2011)
- 2 maggio - Thilo Stralkowski, hockeista su prato tedesco
- 3 maggio - Mohammad Al-Bishi, ex calciatore saudita
- 3 maggio - Josimar Ayarza, cestista panamense
- 3 maggio - Michaël Bodegas, pallanuotista francese
- 3 maggio - Marta Carissimi, ex calciatrice italiana
- 3 maggio - Javier Cohene, ex calciatore paraguaiano
- 3 maggio - Cristina Del Basso, showgirl, modella e attrice italiana
- 3 maggio - FF, cantante portoghese
- 3 maggio - Lina Grinčikaitė, velocista lituana
- 3 maggio - Michael Kiwanuka, cantante britannico
- 3 maggio - Mateusz Kowalczyk, ex tennista polacco
- 3 maggio - Osmar Molinas, calciatore paraguaiano
- 3 maggio - Rolando Palacios, ex velocista honduregno
- 3 maggio - Jordens Peters, ex calciatore olandese
- 3 maggio - Damla Sönmez, attrice e doppiatrice turca
- 3 maggio - Goran Vujović, calciatore montenegrino
- 3 maggio - Shigeru Yokotani, calciatore giapponese
- 4 maggio - Zbigniew Bartman, pallavolista polacco
- 4 maggio - Alex Boone, giocatore di football americano statunitense
- 4 maggio - Bryan Braman, giocatore di football americano statunitense († 2025)
- 4 maggio - Cesc Fàbregas, allenatore di calcio e ex calciatore spagnolo
- 4 maggio - Snik, rapper greco
- 4 maggio - Delroy James, cestista guyanese
- 4 maggio - NK, cantante, attrice e conduttrice televisiva ucraina
- 4 maggio - Romina Laurito, ex ginnasta italiana
- 4 maggio - Jorge Lorenzo, pilota motociclistico spagnolo
- 4 maggio - Jaime Peters, ex calciatore canadese
- 4 maggio - Anjeza Shahini, cantante albanese
- 5 maggio - Leslain Baird, giavellottista guyanese
- 5 maggio - Matthew Brittain, canottiere sudafricano
- 5 maggio - Ekaterina Bukina, lottatrice russa
- 5 maggio - Jessie Cave, attrice britannica
- 5 maggio - Gennadij Čurilov, hockeista su ghiaccio russo († 2011)
- 5 maggio - Graham Dorrans, calciatore scozzese
- 5 maggio - Eric Godoy, ex calciatore cileno
- 5 maggio - Lee Hup Wei, altista malaysiano
- 5 maggio - Jakub Rada, calciatore ceco
- 5 maggio - Marija Šestić, cantante bosniaca
- 5 maggio - Agnese Soli, cestista italiana
- 5 maggio - Leonel Vangioni, calciatore argentino
- 5 maggio - Germán Voboril, ex calciatore argentino
- 5 maggio - Colton Yellow Horn, hockeista su ghiaccio canadese
- 5 maggio - Hardlife Zvirekwi, calciatore zimbabwese
- 6 maggio - Romain Beynié, ex calciatore francese
- 6 maggio - Yendry Díaz, ex calciatore cubano
- 6 maggio - Timmi Johansen, ex calciatore danese
- 6 maggio - Mira Kuisma, hockeista su ghiaccio finlandese
- 6 maggio - Leo Lyons, cestista statunitense
- 6 maggio - Meek Mill, rapper, cantautore e attivista statunitense
- 6 maggio - Dries Mertens, ex calciatore belga
- 6 maggio - Moon Geun-young, attrice sudcoreana
- 6 maggio - Roberto Moreira, calciatore paraguaiano
- 6 maggio - Clenia Noblet, cestista cubana
- 6 maggio - Gerardo Parra, giocatore di baseball venezuelano
- 6 maggio - Selem Safar, cestista argentino
- 6 maggio - Lucas Scaglia, ex calciatore argentino
- 6 maggio - Kaliese Spencer, ostacolista e velocista giamaicana
- 6 maggio - Adrienne Warren, attrice, cantante e ballerina statunitense
- 6 maggio - Rıza Yıldırım, lottatore turco
- 7 maggio - José Ángel Antelo, ex cestista e politico spagnolo
- 7 maggio - Rövşən Bayramov, lottatore azero
- 7 maggio - Cristian Borruto, giocatore di calcio a 5 argentino
- 7 maggio - Aidy Bryant, attrice, comica e sceneggiatrice statunitense
- 7 maggio - Kadir Cin, pallavolista turco
- 7 maggio - Russell Dickerson, cantante statunitense
- 7 maggio - Jelena Dubljević, cestista montenegrina
- 7 maggio - Pierre Ducasse, ex calciatore francese
- 7 maggio - William Edjenguélé, calciatore francese
- 7 maggio - Giulia Fabbri, attrice teatrale e cantante italiana
- 7 maggio - Chiara Ferragni, imprenditrice e blogger italiana
- 7 maggio - Serge Gakpé, ex calciatore francese
- 7 maggio - Vikas Gupta, produttore televisivo, sceneggiatore e attore indiano
- 7 maggio - Ľuboš Hanzel, calciatore slovacco
- 7 maggio - Akihiro Hayashi, calciatore giapponese
- 7 maggio - Anissa Kate, attrice pornografica francese
- 7 maggio - Asami Konno, conduttrice televisiva e cantante giapponese
- 7 maggio - Jaroslav Korolëv, ex cestista russo
- 7 maggio - Matej Krušič, ex cestista sloveno
- 7 maggio - Svjatlana Kudzelič, siepista, mezzofondista e maratoneta bielorussa
- 7 maggio - Jasulan Moldaqaraev, calciatore kazako
- 7 maggio - Jérémy Ménez, calciatore francese
- 7 maggio - Lamar Neagle, ex calciatore statunitense
- 7 maggio - Maya Erskine, attrice, sceneggiatrice e produttrice televisiva statunitense
- 7 maggio - Park Hyun-beom, ex calciatore sudcoreano
- 7 maggio - Hélder Guedes, ex calciatore portoghese
- 7 maggio - Stefano Pompeo, italiano († 1999)
- 7 maggio - Terry Reintke, politica tedesca
- 7 maggio - Mark Reynolds, calciatore scozzese
- 7 maggio - Thiago Sales, calciatore brasiliano
- 8 maggio - Mahmood Al Ajmi, calciatore bahreinita
- 8 maggio - Ansis, rapper e produttore discografico lettone
- 8 maggio - Aneurin Barnard, attore britannico
- 8 maggio - Elisa Bozzo, nuotatrice artistica italiana
- 8 maggio - Edgar Chinchilla, calciatore guatemalteco
- 8 maggio - Matías Dituro, calciatore argentino
- 8 maggio - Stepan Fëdorov, slittinista russo
- 8 maggio - Jonathan Ferrari, calciatore argentino
- 8 maggio - Marcus Ginyard, ex cestista statunitense
- 8 maggio - Loreta Gulotta, schermitrice italiana
- 8 maggio - Nasser bin Hamad Al Khalifa, nobile bahreinita
- 8 maggio - Adam Huber, attore statunitense
- 8 maggio - Felix Jones, ex giocatore di football americano statunitense
- 8 maggio - Arsen Julfalakyan, lottatore armeno
- 8 maggio - José Marafona, calciatore portoghese
- 8 maggio - Riccardo Augusto Marchetti, politico italiano
- 8 maggio - Esteban Martínez, cestista cubano
- 8 maggio - Mark Noble, dirigente sportivo e ex calciatore inglese
- 8 maggio - Ferhat Öztorun, ex calciatore turco
- 8 maggio - Jovana Rad, ex cestista serba
- 8 maggio - B.J. Raymond, cestista statunitense
- 8 maggio - Diego Sánchez Carvajal, calciatore cileno
- 8 maggio - Laitia Tuilau, calciatore figiano
- 8 maggio - Denys Vasil'jev, ex calciatore ucraino
- 8 maggio - Diego Macedo, ex calciatore brasiliano
- 9 maggio - Dan Cole, rugbista a 15 britannico
- 9 maggio - Andrea Dianetti, attore, regista e conduttore televisivo italiano
- 9 maggio - Grigorij Falko, ex nuotatore russo
- 9 maggio - Kévin Gameiro, ex calciatore francese
- 9 maggio - Eugene Jones III, attore statunitense
- 9 maggio - Tamás Kiss, canoista ungherese
- 9 maggio - Lee Sang-ho, calciatore sudcoreano
- 9 maggio - Péter Lenner, ex giocatore di football americano ungherese
- 9 maggio - Nanjangud Shivananju Manju, ex calciatore indiano
- 9 maggio - Thanasīs Papageōrgiou, calciatore greco
- 9 maggio - Sergio Peña, calciatore honduregno
- 9 maggio - Dennis Telgenkamp, ex calciatore olandese
- 10 maggio - Typh Barrow, cantante belga
- 10 maggio - Eileen Boylan, attrice statunitense
- 10 maggio - Wilson Chandler, ex cestista statunitense
- 10 maggio - Kévin Constant, ex calciatore guineano
- 10 maggio - Daniele Dessena, allenatore di calcio e ex calciatore italiano
- 10 maggio - Emmanuel Emenike, ex calciatore nigeriano
- 10 maggio - Han Dejun, cestista cinese
- 10 maggio - Allie Haze, attrice pornografica statunitense
- 10 maggio - Anej Lovrečič, ex calciatore sloveno
- 10 maggio - Rodrigo López, calciatore statunitense
- 10 maggio - Martin Paterson, allenatore di calcio e ex calciatore nordirlandese
- 10 maggio - Lenny Rodrigues, calciatore indiano
- 10 maggio - Jason Schreier, giornalista statunitense
- 10 maggio - Seo Hyo-won, tennistavolista sudcoreana
- 11 maggio - Abbas Ayyad, calciatore bahreinita
- 11 maggio - Niccolò Bertola, velista italiano
- 11 maggio - Edoardo Ferrario, comico e imitatore italiano
- 11 maggio - Grzegorz Fijałek, giocatore di beach volley polacco
- 11 maggio - Ivan Ivanov, ex fondista russo
- 11 maggio - Lince Dorado, wrestler portoricano
- 11 maggio - Tomoaki Makino, ex calciatore giapponese
- 11 maggio - Enikő Mihalik, supermodella ungherese
- 11 maggio - Louis Murphy, giocatore di football americano statunitense
- 11 maggio - Mitch Petrus, giocatore di football americano statunitense († 2019)
- 11 maggio - Miha Plot, pallavolista sloveno
- 11 maggio - Minzún Quina, calciatore peruviano
- 11 maggio - Ivan Sadoŭničy, calciatore bielorusso
- 11 maggio - Kamaru Usman, artista marziale misto nigeriano
- 11 maggio - Rafael Silva, judoka brasiliano
- 12 maggio - Tyson Alualu, giocatore di football americano statunitense
- 12 maggio - Libis Arenas, ex calciatore colombiano
- 12 maggio - Igor Banović, calciatore croato
- 12 maggio - Josh Bostic, ex cestista e allenatore di pallacanestro statunitense
- 12 maggio - Viktorija Dajneko, cantante russa
- 12 maggio - Alex Gough, slittinista canadese
- 12 maggio - Mike Iupati, ex giocatore di football americano statunitense
- 12 maggio - Kamil Kryński, ex velocista polacco
- 12 maggio - Lee Wai Sze, pistard hongkonghese
- 12 maggio - Liu Hong, marciatrice cinese
- 12 maggio - James Maynard, matematico britannico
- 12 maggio - Markus Palionis, allenatore di calcio e ex calciatore lituano
- 12 maggio - Jonathan Pereira, ex calciatore spagnolo
- 12 maggio - Chris Pontius, ex calciatore statunitense
- 12 maggio - Éric Ramos, calciatore paraguaiano
- 12 maggio - Darren Randolph, calciatore irlandese
- 12 maggio - Robbie Rogers, ex calciatore statunitense
- 12 maggio - Gianluca Sansone, calciatore italiano
- 12 maggio - Nebojša Skopljak, calciatore serbo
- 12 maggio - Irene Tombola, giocatrice di calcio a 5 e ex calciatrice italiana
- 12 maggio - Clams Casino, produttore discografico e compositore statunitense
- 13 maggio - Candice Accola, attrice statunitense
- 13 maggio - Antonio Adán, calciatore spagnolo
- 13 maggio - Li Andersson, politica finlandese
- 13 maggio - Hugo Becker, attore francese
- 13 maggio - Chang Hye-jin, arciera sudcoreana
- 13 maggio - Matt Doyle, cantante e attore statunitense
- 13 maggio - Jeff Frazee, ex hockeista su ghiaccio statunitense
- 13 maggio - Laura Izibor, cantautrice e musicista irlandese
- 13 maggio - Rory McAllister, calciatore scozzese
- 13 maggio - D.J. Mitchell, giocatore di baseball statunitense
- 13 maggio - Gentjan Muça, ex calciatore albanese
- 13 maggio - Hunter Parrish, attore statunitense
- 13 maggio - Itziar Pascual Ortiz, drammaturga spagnola
- 13 maggio - Siegfried Rasswalder, ex calciatore austriaco
- 13 maggio - Bobby Shuttleworth, ex calciatore statunitense
- 13 maggio - Marianne Vos, ciclista su strada, pistard e ciclocrossista olandese
- 13 maggio - Charlotte Wessels, cantautrice olandese
- 13 maggio - Bethania de la Cruz, pallavolista dominicana
- 14 maggio - Joseph Attieh, cantante libanese
- 14 maggio - Ginta Biku, cantante e modella lituana
- 14 maggio - Adrián Calello, calciatore argentino
- 14 maggio - Ammo, produttore discografico e musicista statunitense
- 14 maggio - Felipe França, nuotatore brasiliano
- 14 maggio - Simi Hamilton, fondista statunitense
- 14 maggio - Bojan Krivec, ex cestista sloveno
- 14 maggio - Miguel Ángel Paniagua, calciatore paraguaiano
- 14 maggio - Renato Carlos Martins Júnior, ex calciatore brasiliano
- 14 maggio - Gaj Rosič, ex giocatore di calcio a 5 sloveno
- 14 maggio - Aljaksej Ryas, ex calciatore bielorusso
- 14 maggio - Javid Samadov, baritono azero
- 14 maggio - Leonel Schattmann, cestista argentino
- 14 maggio - Ari Freyr Skúlason, ex calciatore islandese
- 14 maggio - Franck Songo'o, ex calciatore camerunese
- 14 maggio - François Steyn, rugbista a 15 sudafricano
- 14 maggio - Massimo Ungaro, politico italiano
- 14 maggio - Jussi Vasara, ex calciatore finlandese
- 14 maggio - Urko Vera, calciatore spagnolo
- 14 maggio - Massimo Volta, calciatore italiano
- 14 maggio - Ben Woollaston, giocatore di snooker inglese
- 14 maggio - Zhang Sipeng, ex calciatore cinese
- 15 maggio - Anaitz Arbilla, calciatore spagnolo
- 15 maggio - Aksel Berget Skjølsvik, calciatore norvegese
- 15 maggio - Anaïs Bescond, ex biatleta francese
- 15 maggio - Michael Brantley, giocatore di baseball statunitense
- 15 maggio - Rodrigo Bruno, rugbista a 15 argentino
- 15 maggio - Brian Dozier, ex giocatore di baseball statunitense
- 15 maggio - Mark Fayne, hockeista su ghiaccio statunitense
- 15 maggio - Ersan İlyasova, ex cestista turco
- 15 maggio - Marko Jagodić-Kuridža, cestista serbo
- 15 maggio - Hüseyin Kala, ex calciatore turco
- 15 maggio - Kim Bo-mi, attrice sudcoreana
- 15 maggio - Romana Maláčová, astista ceca
- 15 maggio - Darko Marković, calciatore montenegrino
- 15 maggio - Leonardo Mayer, ex tennista argentino
- 15 maggio - Garath McCleary, calciatore giamaicano
- 15 maggio - Amir Molkârâi, giocatore di calcio a 5 iraniano
- 15 maggio - Andy Murray, allenatore di tennis e ex tennista britannico
- 15 maggio - Denis Onyango, calciatore ugandese
- 15 maggio - Paige Railey, velista statunitense
- 15 maggio - Paweł Rakoczy, giavellottista polacco
- 15 maggio - Tyrese Rice, ex cestista statunitense
- 15 maggio - Fabián Rinaudo, ex calciatore argentino
- 15 maggio - Linda Sembrant, calciatrice svedese
- 15 maggio - Felipe Trevizan Martins, ex calciatore brasiliano
- 15 maggio - Dīmītrīs Verginīs, cestista greco
- 15 maggio - Fahd Youssef, calciatore siriano
- 15 maggio - Thaísa de Menezes, pallavolista brasiliana
- 16 maggio - Khaled Al-Zylaeei, calciatore saudita († 2022)
- 16 maggio - Can Bonomo, cantante e conduttore radiofonico turco
- 16 maggio - Afonso Carson, ex calciatore est-timorese
- 16 maggio - Olena Chomrova, schermitrice ucraina
- 16 maggio - Sharaud Curry, cestista statunitense
- 16 maggio - Robyn Decker, calciatrice statunitense
- 16 maggio - Cătălin Dedu, ex calciatore rumeno
- 16 maggio - Carlos Fidalgo, pallavolista portoghese
- 16 maggio - Jordi Figueras, ex calciatore spagnolo
- 16 maggio - Marcio Lassiter, cestista statunitense
- 16 maggio - Victoria Mas, scrittrice francese
- 16 maggio - Denys Molčanov, tennista moldavo
- 16 maggio - Shunsuke Nagasaki, ginnasta giapponese
- 16 maggio - Artak Òseyan, ex calciatore e allenatore di calcio armeno
- 16 maggio - Jana Julie Schölermann, attrice e doppiatrice tedesca
- 16 maggio - Bernardo Sousa, pilota di rally portoghese
- 16 maggio - Wu Peng, ex nuotatore cinese
- 17 maggio - Ėdhar Aljachnovič, ex calciatore bielorusso
- 17 maggio - Romy Bär, cestista tedesca
- 17 maggio - Víctor Bernat, calciatore spagnolo
- 17 maggio - Edvald Boasson Hagen, ex ciclista su strada norvegese
- 17 maggio - Darrin Dorsey, cestista statunitense
- 17 maggio - Jefferson Duque, ex calciatore colombiano
- 17 maggio - Ersan Gülüm, allenatore di calcio e ex calciatore australiano
- 17 maggio - Ulrike Gräßler, ex saltatrice con gli sci tedesca
- 17 maggio - Tibor Heffler, ex calciatore ungherese
- 17 maggio - Torben Joneleit, ex calciatore tedesco
- 17 maggio - Thomas Kennedy, cestista statunitense
- 17 maggio - Ott Lepland, cantante estone
- 17 maggio - Eisner Loboa, ex calciatore colombiano
- 17 maggio - Miljana Musović, ex cestista serba
- 17 maggio - Tyler Plante, allenatore di hockey su ghiaccio e ex hockeista su ghiaccio statunitense
- 17 maggio - Aleandro Rosi, calciatore italiano
- 17 maggio - Florian Scheiber, allenatore di sci alpino e ex sciatore alpino austriaco
- 17 maggio - Diego Emiliano Silva, ex calciatore uruguaiano
- 17 maggio - Miloš Stojković, pallavolista serbo
- 17 maggio - Avery Warley, cestista statunitense
- 17 maggio - Cash Wheeler, wrestler statunitense
- 18 maggio - Solomon Bockarie, velocista sierraleonese
- 18 maggio - Mondaire Jones, politico e avvocato statunitense
- 18 maggio - Luisana Lopilato, attrice e modella argentina
- 18 maggio - Junior Muñoz, ex calciatore filippino
- 18 maggio - Hideya Okamoto, ex calciatore giapponese
- 18 maggio - Karolis Petrukonis, ex cestista lituano
- 18 maggio - Ri Kum-chol, ex calciatore nordcoreano
- 18 maggio - Kamil Vacek, calciatore ceco
- 18 maggio - Swayze Waters, ex giocatore di football americano statunitense
- 18 maggio - Mike Williams, giocatore di football americano statunitense († 2023)
- 18 maggio - Tarek Yehia, sollevatore egiziano
- 18 maggio - Murat Yıldırım, calciatore turco
- 19 maggio - Eduardo Archibold, cestista panamense
- 19 maggio - Maciej Bielecki, pistard polacco
- 19 maggio - María Blanco, schermitrice venezuelana
- 19 maggio - Thaine Carter, ex giocatore di football americano canadese
- 19 maggio - Linzey Cocker, attrice britannica
- 19 maggio - Maksim Dyldin, velocista russo
- 19 maggio - David Edgar, allenatore di calcio e ex calciatore canadese
- 19 maggio - Pif Faye, ex cestista senegalese
- 19 maggio - Winston George, velocista guyanese
- 19 maggio - Adis Husidić, ex calciatore bosniaco
- 19 maggio - Lemuel Jeanpierre, ex giocatore di football americano e allenatore di football americano statunitense
- 19 maggio - Anatolij Kaširov, ex cestista russo
- 19 maggio - Alessandro Lambrughi, calciatore italiano
- 19 maggio - Matthias Morys, ex calciatore tedesco
- 19 maggio - Lukas Müller, canottiere tedesco
- 19 maggio - Giuseppe Pappa, astronomo italiano
- 19 maggio - Waldemar Sobota, ex calciatore polacco
- 19 maggio - Georgina Stojiljkovic, modella serba
- 19 maggio - Giordana Torresani, calciatrice italiana
- 19 maggio - Jayne Wisener, attrice e cantante britannica
- 20 maggio - Ray Chase, doppiatore statunitense
- 20 maggio - Fra Fee, attore e cantante britannico
- 20 maggio - Emanuel Gigliotti, calciatore argentino
- 20 maggio - Sergeý Grïdïn, calciatore kazako
- 20 maggio - Marcelo Antônio Guedes Filho, calciatore brasiliano
- 20 maggio - Mike Havenaar, ex calciatore giapponese
- 20 maggio - Luboš Kalouda, calciatore ceco
- 20 maggio - Andrea Lalli, mezzofondista italiano
- 20 maggio - Francesco Minto, ex rugbista a 15 e allenatore di rugby a 15 italiano
- 20 maggio - O Se-geun, cestista sudcoreano
- 20 maggio - Pavle Popara, ex calciatore serbo
- 20 maggio - Filip Stanisavljević, calciatore serbo
- 20 maggio - Giannīs Stathīs, ex calciatore greco
- 20 maggio - Taku Takeuchi, saltatore con gli sci giapponese
- 20 maggio - Ekpe Udoh, allenatore di pallacanestro e ex cestista nigeriano
- 20 maggio - Kristopher Van Varenberg, attore e artista marziale statunitense
- 20 maggio - Julian Wright, ex cestista statunitense
- 20 maggio - Desirée van den Berg, modella olandese
- 21 maggio - Giovanni Bardis, sollevatore francese
- 21 maggio - David Braz, calciatore brasiliano
- 21 maggio - Ashlie Brillault, attrice e avvocatessa statunitense
- 21 maggio - Leandro Cuzzolino, giocatore di calcio a 5 argentino
- 21 maggio - Allan Dykstra, giocatore di baseball statunitense
- 21 maggio - Marcus Falk-Olander, ex calciatore svedese
- 21 maggio - Carlos Fondacaro, ex calciatore argentino
- 21 maggio - Hit-Boy, produttore discografico, rapper e cantautore statunitense
- 21 maggio - Cody Johnson, cantautore e cantante statunitense
- 21 maggio - Samuela Kautoga, calciatore figiano
- 21 maggio - Juan Diego Madrigal, calciatore costaricano
- 21 maggio - Léo Jaraguá, giocatore di calcio a 5 brasiliano
- 21 maggio - Wilson Morelo, calciatore colombiano
- 21 maggio - Masato Morishige, calciatore giapponese
- 21 maggio - Benoît Piffero, rugbista a 15 canadese
- 21 maggio - Jerome Randle, cestista statunitense
- 21 maggio - Daria Schneider, schermitrice statunitense
- 21 maggio - Jakub Tosik, calciatore polacco
- 22 maggio - Michail Alëšin, pilota automobilistico russo
- 22 maggio - Javier Beirán, cestista spagnolo
- 22 maggio - Aurora Cossio, attrice colombiana
- 22 maggio - Kyle Gibson, cestista statunitense
- 22 maggio - Vladimir Granat, ex calciatore russo
- 22 maggio - Jonas Lantto, ex calciatore svedese
- 22 maggio - Andrew Lauterstein, nuotatore australiano
- 22 maggio - Rômulo, ex calciatore brasiliano
- 22 maggio - Rafael Usín, giocatore di calcio a 5 spagnolo
- 22 maggio - Arturo Vidal, calciatore cileno
- 22 maggio - Novak Đoković, tennista serbo
- 23 maggio - Ismail Ahmed Kadar Hassan, ex calciatore francese
- 23 maggio - Erica Banchi, attrice italiana
- 23 maggio - Mohamed Bashir, calciatore sudanese
- 23 maggio - Guillaume Bonnafond, dirigente sportivo e ex ciclista su strada francese
- 23 maggio - Silvania Costa de Oliveira, atleta paralimpica brasiliana
- 23 maggio - Tobias Dahm, pesista tedesco
- 23 maggio - Mike Goodson, giocatore di football americano statunitense
- 23 maggio - Grzegorz Kuświk, calciatore polacco
- 23 maggio - Levante, cantautrice e scrittrice italiana
- 23 maggio - Krzysztof Mączyński, ex calciatore polacco
- 23 maggio - Khusniddin Norbekov, atleta paralimpico uzbeko
- 23 maggio - Myko Olivier, attore e produttore cinematografico statunitense
- 23 maggio - Luisa Porritt, politica britannica
- 23 maggio - Sarah Robson, calciatrice nordirlandese
- 23 maggio - Richard Schmidt, canottiere tedesco
- 23 maggio - Sjors Ultee, allenatore di calcio olandese
- 23 maggio - Bray Wyatt, wrestler statunitense († 2023)
- 24 maggio - Giorgia Bordignon, sollevatrice italiana
- 24 maggio - Luciano Cantone, politico italiano
- 24 maggio - Janelle Cordia, calciatrice statunitense
- 24 maggio - Fabio Fognini, ex tennista italiano
- 24 maggio - Déborah François, attrice belga
- 24 maggio - Jimena Barón, attrice e cantante argentina
- 24 maggio - José Henríquez, ex calciatore salvadoregno
- 24 maggio - Damir Kedžo, cantante croato
- 24 maggio - Justinas Kinderis, pentatleta lituano
- 24 maggio - Alessandro Nora, pallanuotista italiano
- 24 maggio - Maxim Noreau, ex hockeista su ghiaccio canadese
- 24 maggio - Laura Thorpe, ex tennista francese
- 25 maggio - Mahmoud Genesh, calciatore egiziano
- 25 maggio - Aubrey Addams, attrice pornografica statunitense
- 25 maggio - Mad Clip, rapper statunitense († 2021)
- 25 maggio - Ivo Aniceto, pallavolista portoghese
- 25 maggio - Pavel At'man, pallamanista russo
- 25 maggio - Bai Yuefeng, ex calciatore cinese
- 25 maggio - Hélder Barbosa, ex calciatore portoghese
- 25 maggio - Davor Bratić, calciatore croato
- 25 maggio - Timothy Derijck, allenatore di calcio e ex calciatore belga
- 25 maggio - Zōī Dīmītrakou, ex cestista greca
- 25 maggio - Uroš Korun, calciatore sloveno
- 25 maggio - Chancel Massa, calciatore congolese (Repubblica del Congo)
- 25 maggio - Jackson Mendy, calciatore francese
- 25 maggio - Daniel Mladenov, calciatore bulgaro
- 25 maggio - Nicolai Müller, ex calciatore tedesco
- 25 maggio - Tye Olson, attore e modello statunitense
- 25 maggio - Sebastián Rosano, ex calciatore uruguaiano
- 25 maggio - Ian Stannard, ex ciclista su strada e pistard britannico
- 25 maggio - Kamil Stoch, saltatore con gli sci polacco
- 25 maggio - Daisuke Ueda, modello giapponese
- 25 maggio - Mathias Vidangossy, calciatore cileno
- 25 maggio - Greg Washington, ex cestista statunitense
- 25 maggio - Yves De Winter, calciatore belga
- 25 maggio - Tomislav Čuljak, calciatore croato
- 26 maggio - Salvatore Burrai, calciatore italiano
- 26 maggio - Ebru Ceylan, pallavolista turca
- 26 maggio - Steve Maclin, wrestler statunitense
- 26 maggio - Luca Dodi, ex ciclista su strada italiano
- 26 maggio - Madeleine Dupont, giocatrice di curling danese
- 26 maggio - Tooji, cantante, modello e showman iraniano
- 26 maggio - Diogo Luis Santo, ex calciatore brasiliano
- 26 maggio - Mehdi Marzouki, pallanuotista francese
- 26 maggio - Olcay Şahan, allenatore di calcio e ex calciatore turco
- 26 maggio - Naila Ramera, calciatrice italiana
- 26 maggio - Alessandro Ruggeri, imprenditore e dirigente sportivo italiano
- 26 maggio - Pavlo Stepanec', ex calciatore ucraino
- 26 maggio - Josh Thomas, comico, attore e sceneggiatore australiano
- 26 maggio - Krysty Wilson-Cairns, sceneggiatrice scozzese
- 27 maggio - Emancipator, musicista e produttore discografico statunitense
- 27 maggio - Michael Bramos, ex cestista statunitense
- 27 maggio - Diego Brandão, artista marziale misto brasiliano
- 27 maggio - José Alberto Cañas, calciatore spagnolo
- 27 maggio - Andrej Andreevič Ermakov, danzatore russo
- 27 maggio - Gervinho, calciatore ivoriano
- 27 maggio - Boris Godál, calciatore slovacco
- 27 maggio - Bella Heathcote, attrice australiana
- 27 maggio - Joey Isabella, allenatore di hockey su ghiaccio e hockeista su ghiaccio svizzero
- 27 maggio - Kaká, giocatore di calcio a 5 brasiliano
- 27 maggio - Mircea Postelnicu, attore rumeno
- 27 maggio - Bora Paçun, cestista turco
- 27 maggio - Blaya, cantautrice e ballerina brasiliana
- 27 maggio - Martina Sáblíková, pattinatrice di velocità su ghiaccio e ciclista su strada ceca
- 27 maggio - Robert Tesche, calciatore tedesco
- 27 maggio - Marie Toussaint, attivista, giurista e politica francese
- 27 maggio - Roderick Williams, giocatore di football americano statunitense
- 27 maggio - Dragan Zeković, cestista serbo
- 28 maggio - Davide Carcuro, calciatore italiano
- 28 maggio - Facundo Coria, calciatore argentino
- 28 maggio - Filipe Gomes Ribeiro, ex calciatore brasiliano
- 28 maggio - Yoann Kowal, mezzofondista e siepista francese
- 28 maggio - Jacob Lacey, giocatore di football americano statunitense
- 28 maggio - Markus Malin, ex snowboarder finlandese
- 28 maggio - Allan Miranda, calciatore costaricano
- 28 maggio - Kabi Nagata, fumettista giapponese
- 28 maggio - Jessica Rothe, attrice statunitense
- 28 maggio - Leanne Smith, ex sciatrice alpina statunitense
- 28 maggio - Mateusz Szymkowiak, giornalista e conduttore televisivo polacco
- 28 maggio - T.J. Yates, giocatore di football americano statunitense
- 28 maggio - Zhang Wenzhao, calciatore cinese
- 29 maggio - Víctor Barrio, torero spagnolo († 2016)
- 29 maggio - Yanet Bermoy, judoka cubana
- 29 maggio - Alonzo Gee, cestista statunitense
- 29 maggio - Im Se-mi, attrice sudcoreana
- 29 maggio - Luís Leal, calciatore portoghese
- 29 maggio - Pearl Mackie, attrice britannica
- 29 maggio - Michal Malý, calciatore ceco
- 29 maggio - Kelvin Maynard, calciatore surinamese († 2019)
- 29 maggio - Thaddus McFadden, cestista statunitense
- 29 maggio - Noah Reid, attore canadese
- 29 maggio - Cedric Rieger, arciere tedesco
- 29 maggio - Daniela Ryf, triatleta svizzera
- 29 maggio - Rui Sampaio, ex calciatore portoghese
- 29 maggio - Leonardo Sigali, calciatore argentino
- 29 maggio - Alessandra Torresani, attrice statunitense
- 29 maggio - Léo Veloso, ex calciatore brasiliano
- 29 maggio - Tim Visser, ex rugbista a 15 olandese
- 29 maggio - Kenny de Schepper, tennista francese
- 29 maggio - Adriano Bispo dos Santos, ex calciatore brasiliano
- 30 maggio - Wander Luiz Bitencourt Junior, ex calciatore brasiliano
- 30 maggio - Andrea Busato, nuotatore italiano
- 30 maggio - Djalma Campos, ex calciatore angolano
- 30 maggio - Joyce Cheng, cantante, attrice e scrittrice cinese
- 30 maggio - Aleksandra Crnčević, pallavolista serba
- 30 maggio - Javicia Leslie, attrice tedesca
- 30 maggio - Lucas Makowsky, pattinatore di velocità su ghiaccio canadese
- 30 maggio - Yves Mboussi, calciatore camerunese
- 30 maggio - Mattias Mete, ex calciatore svedese
- 30 maggio - Fidencio Oviedo, calciatore paraguaiano
- 30 maggio - Artem Pryma, biatleta ucraino
- 30 maggio - Ren Hang, fotografo e poeta cinese († 2017)
- 30 maggio - Pasquale Schiattarella, allenatore di calcio e ex calciatore italiano
- 30 maggio - Teddy Tinmar, velocista francese
- 30 maggio - Renee Wickliffe, rugbista a 15 neozelandese
- 30 maggio - Kyle Wilson, giocatore di football americano statunitense
- 31 maggio - Aleksandăr Branekov, ex calciatore bulgaro
- 31 maggio - Cui Peng, calciatore cinese
- 31 maggio - Shane Edwards, ex cestista statunitense
- 31 maggio - Shaun Fleming, doppiatore, attore e musicista statunitense
- 31 maggio - Diego Grillo, ex cestista italiano
- 31 maggio - Vladimir Jovančić, ex calciatore bosniaco
- 31 maggio - Robert Ortiz, batterista e compositore statunitense
- 31 maggio - Hamilton Sabot, ginnasta francese
- 31 maggio - William Schuster, ex calciatore brasiliano
- 31 maggio - Cameron Watson, ex calciatore australiano
- 31 maggio - Rincón, ex calciatore brasiliano
- 31 maggio - Marcela de Oliveira, pallavolista e allenatrice di pallavolo brasiliana
- 31 maggio - Serkan Çayoğlu, attore e modello tedesco